# منلا أسعد
منلا أسعد قرية سوريّة تتبع إداريّاً لمحافظة حلب منطقة منبج ناحية مركز منبج، بلغ تعداد سكانها 703 نسمة حسب التعداد السكاني لعام 2004.